# Septfontaines (Lussemburgo)
Septfontaines (in lussemburghese: Simmer; in tedesco: Simmern) è un comune soppresso del Lussemburgo occidentale, attualmente frazione del comune di Habscht.
Nel 2018 l'allora comune si fuse con quello di Hobscheid per dare vita alla nuova unità amministrativa.

Altre località che facevano capo al comune sono Greisch e Roodt-sur-Eisch.